# KV34
Ngôi mộ KV34 trong Thung lũng của các vị Vua, Ai Cập, gần thành phố Luxor ngày nay). Là ngôi mộ của Vương triều 18, vị Pharaon Thutmosis III.
Một trong những ngôi mộ được đào lên trong thung lũng, nó được xây dựng ở vị trí khá cao trên những vách đá ở nơi xa nhất tại Wadi. Một hành lang dốc dẫn xuống, có một họa tiết con chó hình dạng chân từ các lối đi qua một cái giếng sâu có dạng hình thang ở tiền sảnh. Quan tài bằng đá trong đó đã trở thành nơi đặt xác ướp vẫn còn ở trong phòng chôn cất, mặc dù nó đã bị hư hỏng bởi bọn cướp mộ.
Nhiều đồ trang trí trên các bức tường đang có một phong cách khác thường, không tìm thấy ở nơi khác trong Thung lũng của các vị Vua. Ngôi mộ đã từng bị cướp ở thời cổ đại, và vị trí ban đầu của nó đã bị dịch chuyển. Nó đã được phát hiện và khai quật lần đầu tiên trong năm 1898 bởi nhà khảo cổ học Victor Loret.

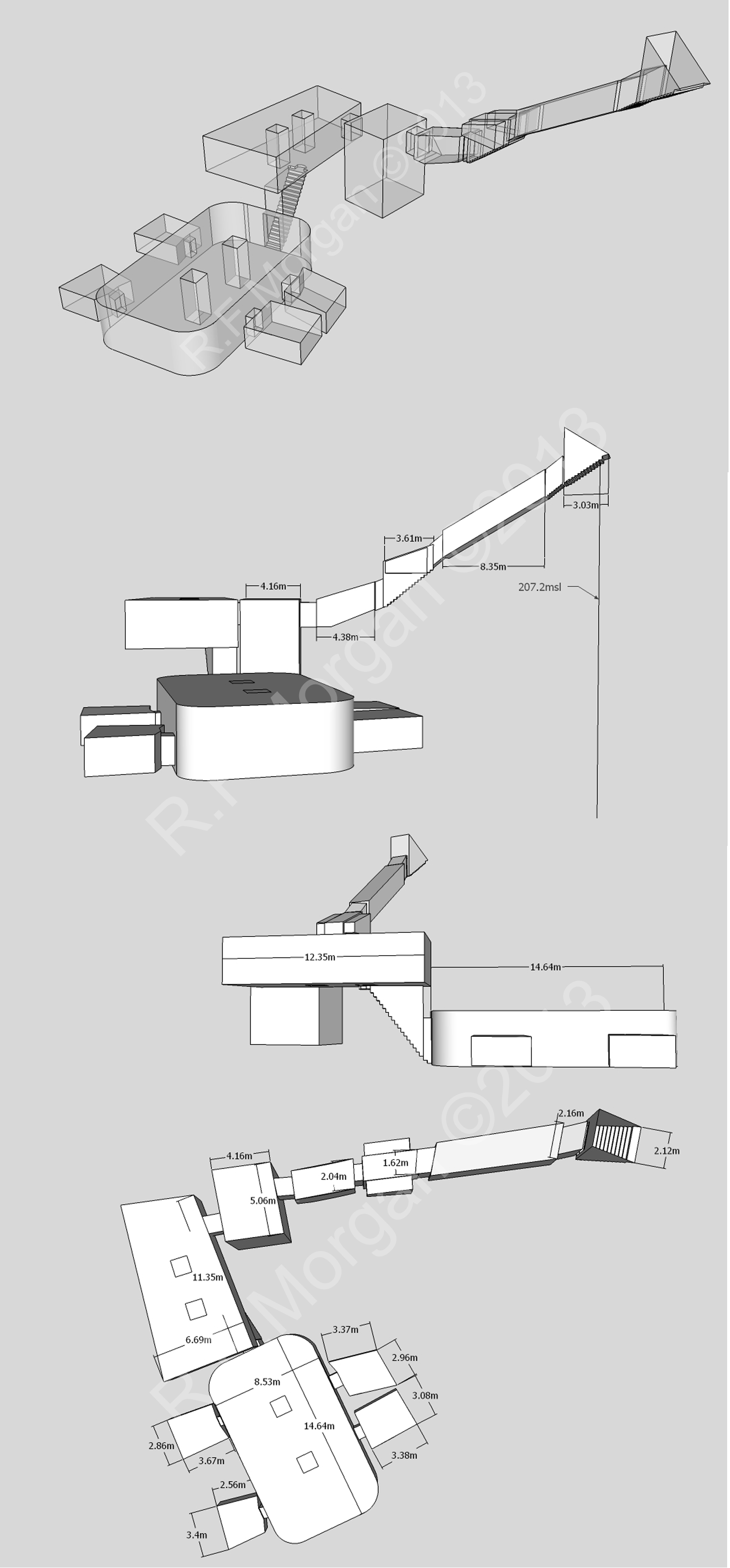
Hình ảnh của KV34 lấy từ một mô hình 3d

## Hình ảnh

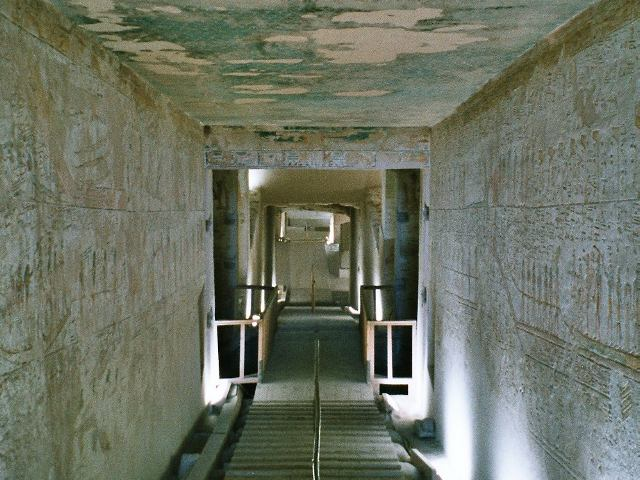
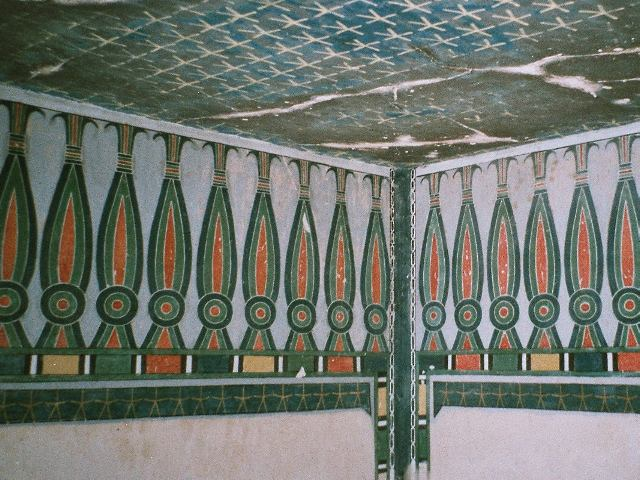
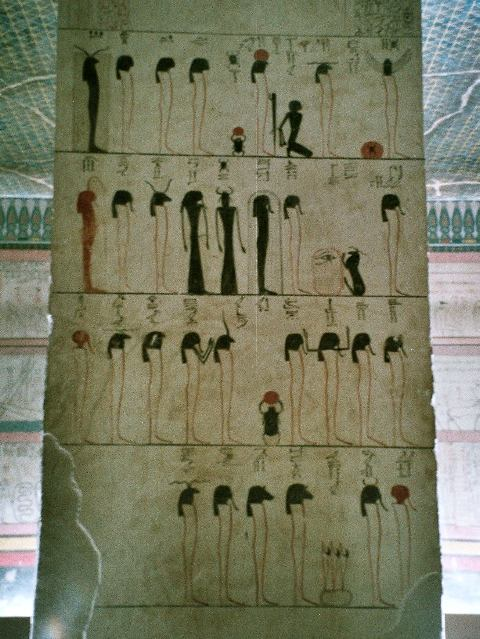
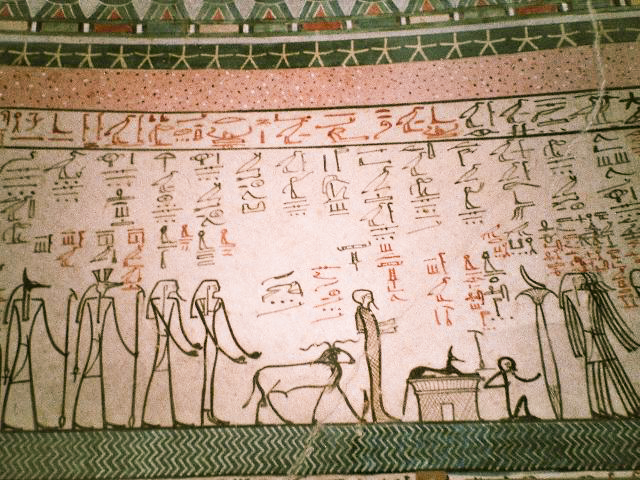
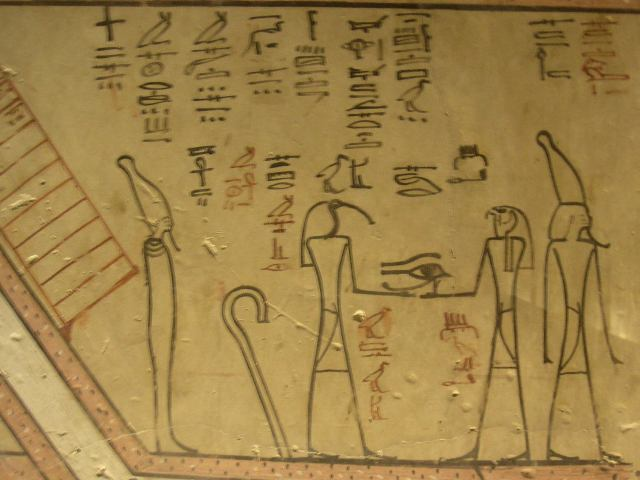
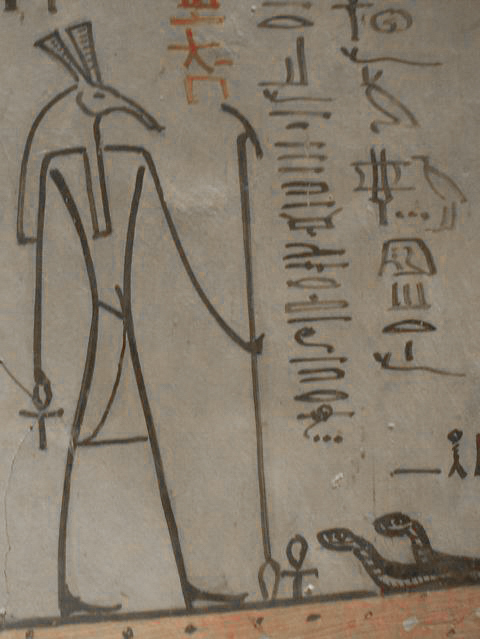
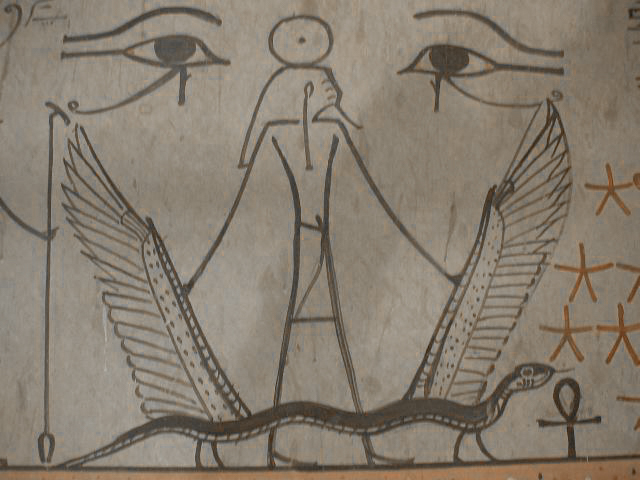

## Bản đồ vị trí các ngôi mộ
|  | Chủ đề Ai Cập cổ đại |